# Niccolò Aggiunti
Niccolò Aggiunti (Sansepolcro, 6 dicembre 1600 – Pisa, 6 dicembre 1635) è stato un matematico italiano.

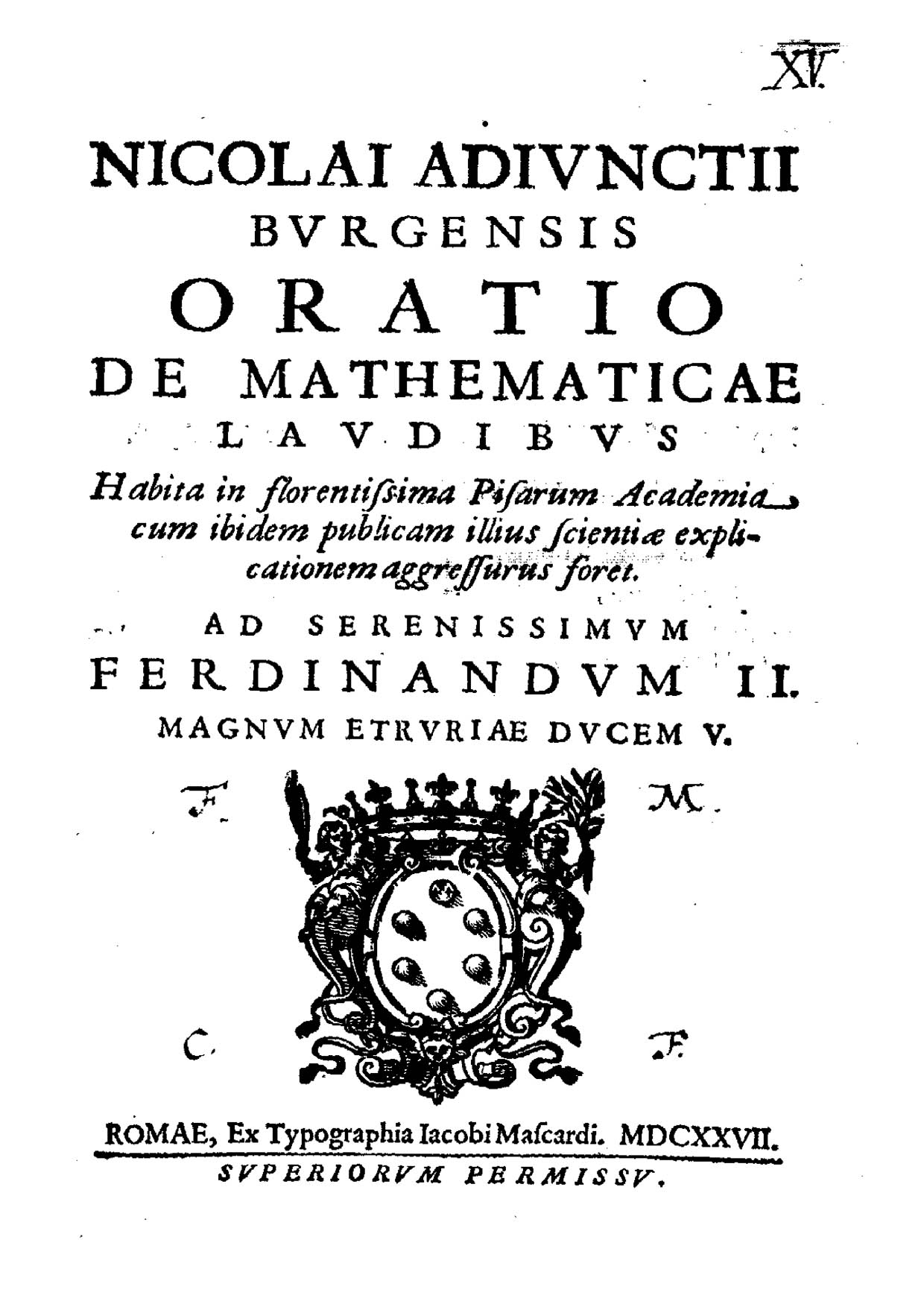
Oratio de mathematicae laudibus, 1627

Studiò a Pisa sotto Benedetto Castelli. Dopo aver ricevuto la laurea, nel 1621, divenne insegnante di Ferdinando II de' Medici. Nel corso di questo periodo probabilmente conobbe Galileo Galilei, diventando poi, uno dei suoi allievi preferiti. Nel 1626 è stato insignito della cattedra di matematica a Pisa, come successore di Castelli.
A Sansepolcro, sua città, è intitolata al suo nome una della principali strade del centro storico.